# 아스타드 왕립유랑극단
《아스타드 왕립유랑극단》은 2015년 1월 9일부터 레진코믹스에서 연재를 시작한 웹툰이다. 《흔해빠진 세계관 만화》의 후속작이며, 전작의 결말에서 50년 뒤 시점이 배경이다.
액자식 구성으로, 등장인물들의 이야기(외화)가 진행되는 동시에 등장인물들의 입을 통해 이야기되는 "옛날 이야기"들의 에피소드(내화)가 각 화마다 전개된다. 엘더스크롤과 유사하게 이 "이야기"들은 어디까지나 구전된 이야기로 등장인물들의 지식에만 바탕한 것이기에 완전한 진실이 아닐 수도 있다.
동시기 연재된 《새벽을 얽매는 뱀》과 같은 시간적 배경(《흔세만》 결말에서 53년 뒤)을 공유하고 있으며, 《아스타드 왕립유랑극단》의 외화와 《새벽을 얽매는 뱀》은 내용상 많은 부분이 서로 교차되며 관계되어 있다.